# Ferry Pass
Ferry Pass é uma Região censo-designada localizada no estado americano de Flórida, no Condado de Escambia.

## Demografia
Segundo o censo americano de 2000, a sua população era de 27.176 habitantes.

## Geografia
De acordo com o United States Census Bureau tem uma área de
36,5 km², dos quais 36,5 km² cobertos por terra e 0,0 km² cobertos por água.

## Localidades na vizinhança
O diagrama seguinte representa as localidades num raio de 16 km ao redor de Ferry Pass.